# Mein Babysitter ist ein Vampir – Der Film
Mein Babysitter ist ein Vampir – Der Film ist eine kanadische Horrorkomödie von Bruce McDonald, die 2010 vom Pay-TV-Sender Teletoon ausgestrahlt und 2011 als Jugendserie fortgeführt wurde. In Deutschland wurde er am 16. September 2011 auf dem Disney Channel ausgestrahlt.

## Handlung
Ethan Morgan ist Freshman an seiner High School in einem kleinen, verschlafenen Städtchen. Obwohl er und sein bester Kumpel Benny Großes vorhaben, wird ihr Enthusiasmus getrübt, als sie auf seine kleine Schwester Jane aufpassen sollen, sich aber stattdessen mit Süßigkeiten vollstopfen und das Mädchen aus den Augen lassen. Ethans Eltern beschließen einen Babysitter zu engagieren. Erica ist jedoch genau im gleichen Alter wie Ethan, zudem hat sich Benny in sie verguckt. Stattdessen taucht aber Sarah auf, die angibt für Erica einzuspringen. Allerdings scheint irgendetwas mit ihr nicht zu stimmen. Ethan belauscht sie, wie sie hektisch mit Erica telefoniert und entdeckt zudem, dass sie kein Spiegelbild hat. Sarah verlässt das Haus blitzartig, doch Benny und Ethan folgen ihr. Als sie sehen, dass sie in der Stadt eine Ratte aussaugt, kommen sie ihr auf die Schliche. Sarah ist ein „Bissling“, eine Vorstufe zu einem Vampir. Sie erzählt den beiden die Wahrheit: Ihr Exfreund Jesse, ein Vampir hat sie gebissen und so in einen Bissling verwandelt. An diesem Abend findet eine Party statt, bei der sie Menschenblut trinken sollte, um zu einem richtigen Vampir zu werden. Da sie aber dies ablehnte, haben Jesse und seine Gang Erica mitgenommen. Sie ist nun auf dem Weg Erica zu retten. Zunächst gehen die drei nach Hause und engagieren Bennys Großmutter als Ersatz-Babysitter. Doch ein als Pizzabote getarnter Vampir überfällt die drei. Es entwickelt sich ein Kampf, in deren Verlauf der Vampir getötet wird.
Die beiden Freunde sind schockiert und lassen Sarah zunächst alleine auf die Party gehen. Als sie jedoch erfahren, dass ihr Nerd-Freund Rory ebenfalls die Party besucht, beschließen sie mit mobilen Sonnenbank-Röhren, die sie als Lichtschwerter einsetzen wollen, die Party zu sprengen. Im Verlauf des Kampfes werden Erica und Rory gebissen. Sarah und die beiden können fliehen. Bevor sie sich den Vampiren erneut entgegenstellen, beginnen sie Nachforschungen anzustellen. Ethan entwickelt Seher-Kräfte, die er bei den Nachforschungen anwenden kann. So finden sie heraus, das Jesse über zweihundert Jahre alt ist. Mit Hilfe eines Kästchens will er 219 Seelen fangen, um so uralte, mächtige Vampire zu erwecken. Als Tarnung benutzt er die Premiere des neuesten Teils der Vampirverfilmung Dusk, einer Art Twilight-Variante, bei der das Kino der Stadt bis auf den letzten Platz ausverkauft ist. Zur Hilfe kommt ihnen Bennys Großmutter, die sich als „Erdenfrau“ (eine Art Hexe) vorstellt und Benny offenbart, dass auch er Zauberkräfte hat.
Die drei gehen zur Premiere und ein Kampf gegen die Vampire beginnt. Jesse kann jedoch mit dem Kästchen entkommen und will diejenigen Seelen, die er trotzdem erhalten konnte, an einem alten Baum befreien, um so die Vampire wiederzuerwecken. Jedoch treten ihm Sarah, Benny und Ethan entgegen. Im letzten Moment öffnet Ethan das Kästchen und die Seelen vernichten Jesse. Am nächsten Morgen offenbart sich Erica als neue Gegenspielerin der drei.

## Hintergrund
Mein Babysitter ist ein Vampir – Der Film wurde von Fresh TV und dem kanadischen Pay-TV-Sender Teletoon produziert. Der Film wurde am 9. Oktober 2010 auf dem kanadischen Sender Teletoon ausgestrahlt. Seine US-amerikanische Premiere fand am 10. Juli 2011 auf dem Disney Channel statt. Eine auf dem Film basierende Fernsehserie mit insgesamt 12 Folgen lief ab dem 14. März 2011 im kanadischen und ab dem 27. Juni 2011 im US-amerikanischen Fernsehen. Die deutschsprachige Erstausstrahlung fand am 16. September 2011 auf dem Pay-TV-Sender Disney Channel statt. Die Ausstrahlung der Serie erfolgt seit dem 23. September 2011.

## Kritik
Cinema beschrieb den Film mit: „Wie peinlich! Seine Eltern haben für Ethan (Matthew Knight) einen Babysitter organisiert. Als der 14-Jährige sieht, wie Sarah (Vanessa Morgan) eine Ratte verspeist, ist ihm klar: Sarah ist ein Vampir. Mit Kumpel Benny fühlt er ihr auf den Zahn…“ Die Redaktion fand, herausgekommen sei ein „Launiges Chaos: Hier trifft die Kika-Serie ‚Total Genial‘ auf ‚Twilight‘-Welten“. Fazit: „Teenieposse, die mehr Biss haben könnte“.